# Горњи Врбени
Горњи Врбени или Врбени (грч. Ξινό Νερό, Ксино Неро) је насеље у Грчкој у општини Суровичево, периферија Западна Македонија. Према попису из 2021. било је 907 становника.
Македонски историчар Тодор Симовски, 1998. године наводи да су Горњи Врбени словенско насеље.

## Становништво
| Година       | 1951  | 1961  | 1971  | 1981  | 1991  | 2001  | 2011  |
| ------------ | ----- | ----- | ----- | ----- | ----- | ----- | ----- |
| Становништво | 2.068 | 1.562 | 1.419 | 1.393 | 1.371 | 1.229 | 1.081 |